# Cicindela oregona
Cicindela oregona là một loài ground beetles bản địa của Bắc Mỹ.